# Storyville (La Nouvelle-Orléans)
Pour les articles homonymes, voir Storyville.
Storyville est un quartier historique du centre-ville de La Nouvelle-Orléans. Il concentre, entre 1897 et 1917, les activités liées à l'alcool, le jeu et la prostitution. Il est également un des premiers foyers du jazz. Son nom d'origine, « The District », est rapidement supplanté par l'usage populaire du surnom de Storyville.

## Présentation
Une ordonnance datée du 6 juillet 1897 rédigée par le conseiller municipal Alderman Sidney Story définit les règles relatives à la prostitution à La Nouvelle Orléans, afin d'en fixer les limites et de mieux la contrôler. C'est ainsi que naît le quartier du « District », bientôt surnommé Storyville, d'après le patronyme du conseiller municipal Story. L'ordonnance est abrogée en 1917 avec l'entrée des États-Unis dans la Première Guerre mondiale et le quartier réhabilité dans les années 1930.

### Création
À la fin des années 1890, la municipalité de La Nouvelle-Orléans, soucieuse de pouvoir surveiller et contrôler la prostitution, souhaite la contenir dans un quartier bien défini où elle serait légalisée. Elle étudie l'exemple des quartiers chauds de villes portuaires du nord de l'Allemagne et des Pays-Bas, qui inspirent le projet de Storyville. Le texte de l'ordonnance no 13.032 instituant le District est le suivant :
« À compter du premier octobre 1897, il sera interdit à toute prostituée publique ou femme notoirement abandonnée à la lubricité d'occuper, habiter, vivre ou dormir dans toute maison, pièce ou réduit à l'extérieur des limites suivantes : au sud de Customhouse [Iberville], de la rue Basin à la rue Robertson, à l'est de la rue Robertson, de la rue Customhouse à la rue Saint Louis, de la rue Robertson à rue Basin ».
Le texte ne légalise pas la prostitution explicitement à l'intérieur des limites fixées, il ne fait que l'interdire à l'extérieur de ces limites.

### Situation
Le quartier de Storyville est créé par le détachement de quinze pâtés de maisons des hauteurs du quartier préexistant de Tremé. Il est délimité par les rues North Robertson, Iberville, Basin, et Saint-Louis, entre le Vieux carré français et l'autoroute Interstate 10.
En 1908, une nouvelle section de chemin de fer est inaugurée entre Canal Street et Basin Street, rapprochant un peu plus Storyville du centre de La Nouvelle-Orléans. La nouvelle gare n'est qu'à une rue de Storyville, concourant au succès de la destination. Des prostituées, parfois nues, saluent les passagers depuis leur balcon en signe de bienvenue.

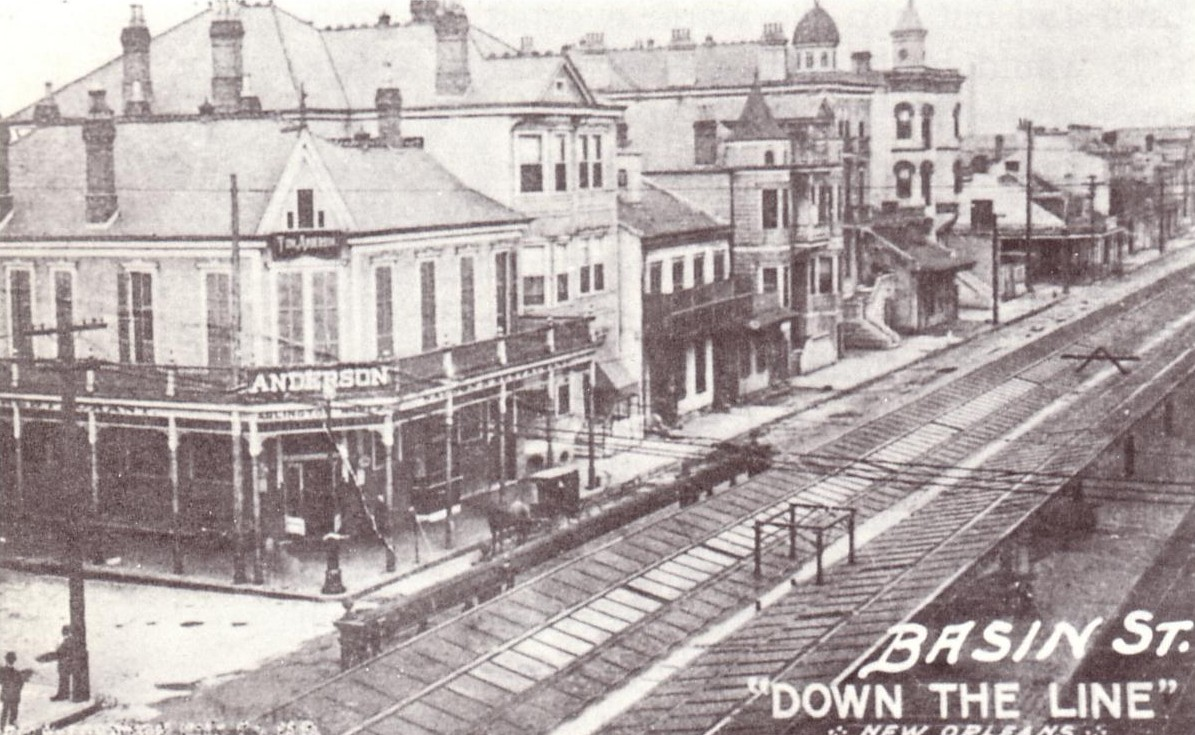
Ligne de train sur Basin Street en 1906
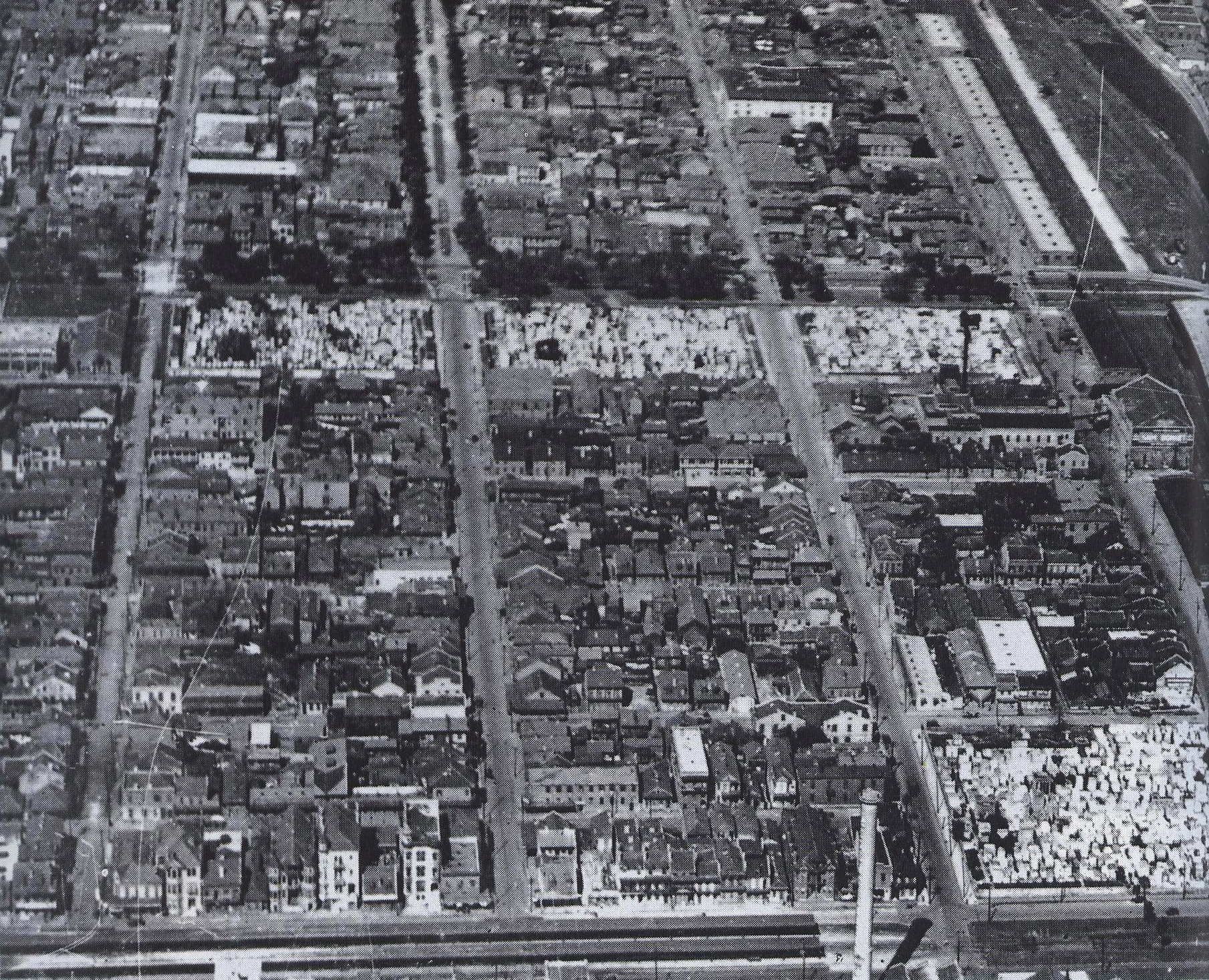
Vue aérienne de Storyville par montgolfière en 1914

### Activités
Des établissements de toutes gammes s'établissent dans le quartier, de l'hôtel de passe à 50 cents à la maison de tolérance plus cossue (comme le Mahogany Hall), pouvant aller jusqu'à dix dollars. Les lupanars pratiquent la ségrégation raciale et offrent les services de prostituées blanches pour les uns, noires pour les autres, ou encore métis. Mais dans tous les cas, l'entrée n'est autorisée qu'aux seuls hommes blancs et reste interdite aux hommes noirs.
L'éclosion des maisons closes entraîne dans son sillage l'apparition d'autres commerces, tels que des bars, saloons, maisons de jeu, restaurants, qui attirent à leur tour un nombre croissant de visiteurs. L'activité la plus prospère n'est pas la prostitution, mais la vente d'alcool. Des hommes politiques locaux ont des intérêts financiers dans des établissements du quartier, et la police touche régulièrement des pots-de-vin. Les enjeux économiques sont tels que le quartier bénéficie d'une protection politique locale.
Après des débuts discrets, Storyville devient dès 1900 le quartier le plus prospère économiquement de la Nouvelle-Orléans. Des visiteurs de tous les États viennent à La Nouvelle-Orléans pour la saison d'hiver des courses hippiques d'octobre à avril. Ils en profitent pour aller discrètement à Storyville. L'activité du quartier connaît ainsi une saisonnalité avec un ralentissement l'été. Pendant la période d'hiver, jusqu'à 3 000 prostituées y travaillent. 
Le succès est favorisé par un guide intitulé le Blue Book.

### LeBlue Book
Véritable guide de tourisme sexuel, le Blue Book est vendu 25 cents au début des années 1900, d'abord à l'angle des rues Basin Street et Canal Street, puis à la gare, dans des saloons et chez des barbiers. Sa devise est celle de l'ordre de la Jarretière : Honi soit qui mal y pense (en français dans le texte, avec un seul « n » à « honi »).
Toutes les prostituées y sont recensées par ordre alphabétique avec leur adresse et une indication sur leur race (blanche, noire ou quarteronne). Les maisons closes les plus fréquentées y sont présentées avec des photos et des indications sur leurs tenancières (comme Lulu White) et les « services » particuliers proposés à la clientèle masculine. Des marques nationales de cigares et alcools ou des affaires locales (restaurants, quincaillerie, sociétés de taxi, avocats) y passent des annonces publicitaires.

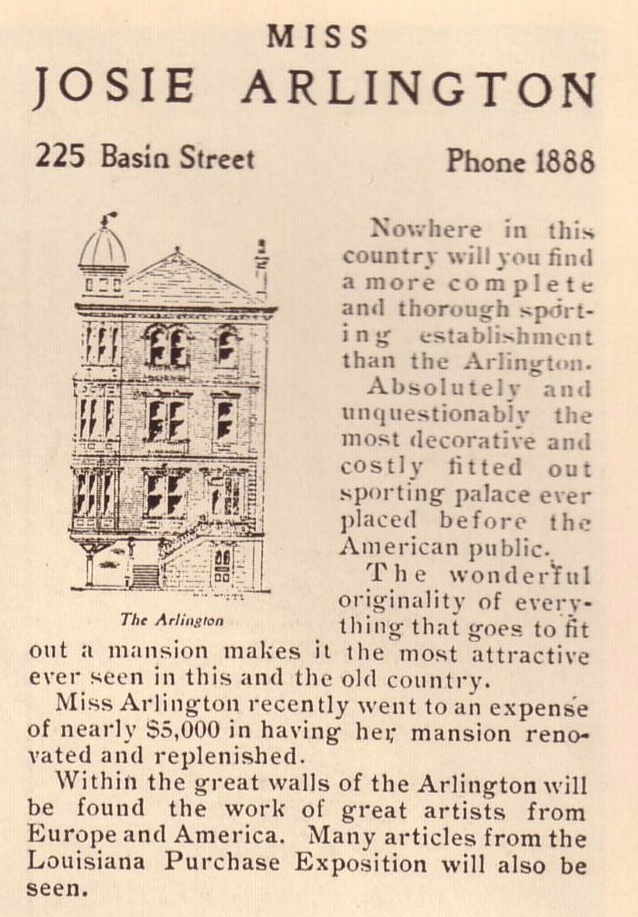
Blue Book, présentation de l'établissement de Josie Arlington
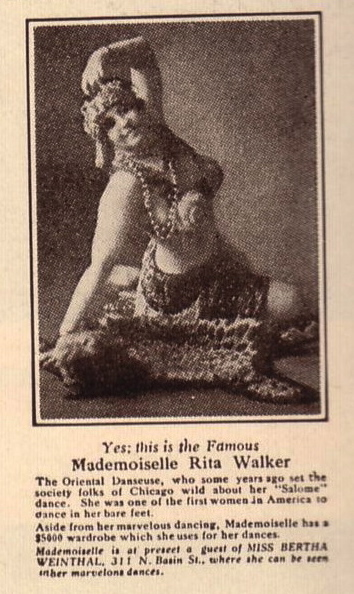
Blue Book, publicité pour la danseuse orientale Rita Walker

### Le jazz
Le jazz n'est pas né à Storyville, mais il y a prospéré. Saloons, lupanars et boîtes de nuit recrutent des musiciens pour créer une ambiance festive et divertir leurs clients. Une grande liberté d'interprétation est laissée aux artistes, clients comme patrons n'étant pas très regardant sur le répertoire. De cette liberté sont nés des courants musicaux nouveaux, le jazz Nouvelle-Orléans et le Dixieland, combinant influences africaines, françaises et contemporaines.
Au début, seuls les joueurs de jazz noirs sont recrutés, suivis dans un second temps par des musiciens blancs. Les règles de ségrégation sont là encore appliquées, les musiciens de races différentes ne sont pas autorisés à jouer dans les mêmes groupes. L'intérêt que les musiciens blancs portent aux rythmes nouveaux les pousse néanmoins à se rapprocher de leurs homologues noirs, et le respect des règles de ségrégation se relâche peu à peu.
C'est à Storyville que de nombreux clients entendent jouer du jazz pour la première fois, avant même que le style ne gagne les états du nord. De grands noms du jazz font leurs débuts à Storyville, comme Buddy Bolden, Jelly Roll Morton, Jimmie Noone, Pop Foster et le plus célèbre d'entre eux, Louis Armstrong.

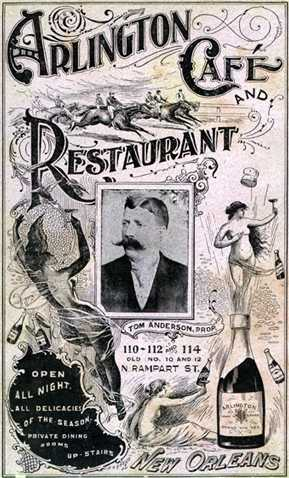
Publicité pour le Arlington café restaurant, 1900
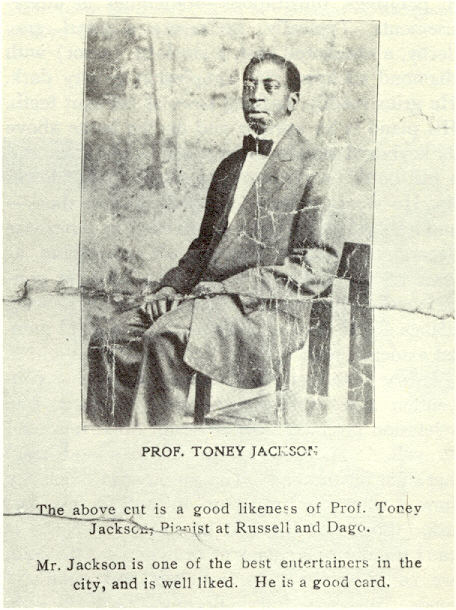
Prospectus présentant le pianiste de jazz Tony Jackson, vers 1910

À la fermeture de Storyville en 1917, les musiciens au chômage quittent La Nouvelle-Orléans, nombre d'entre eux rejoignent l'autre ville du jazz, Chicago, ouvrant la voie au Chicago Jazz.

### Photographie
Les femmes de petite vertu de Storyville sont photographiées par Ernest J. Bellocq au début du XXe siècle. Les images, redécouvertes au milieu du XXe siècle, sont publiées pour la première fois en 1971 sous le titre Portraits de Storyville.

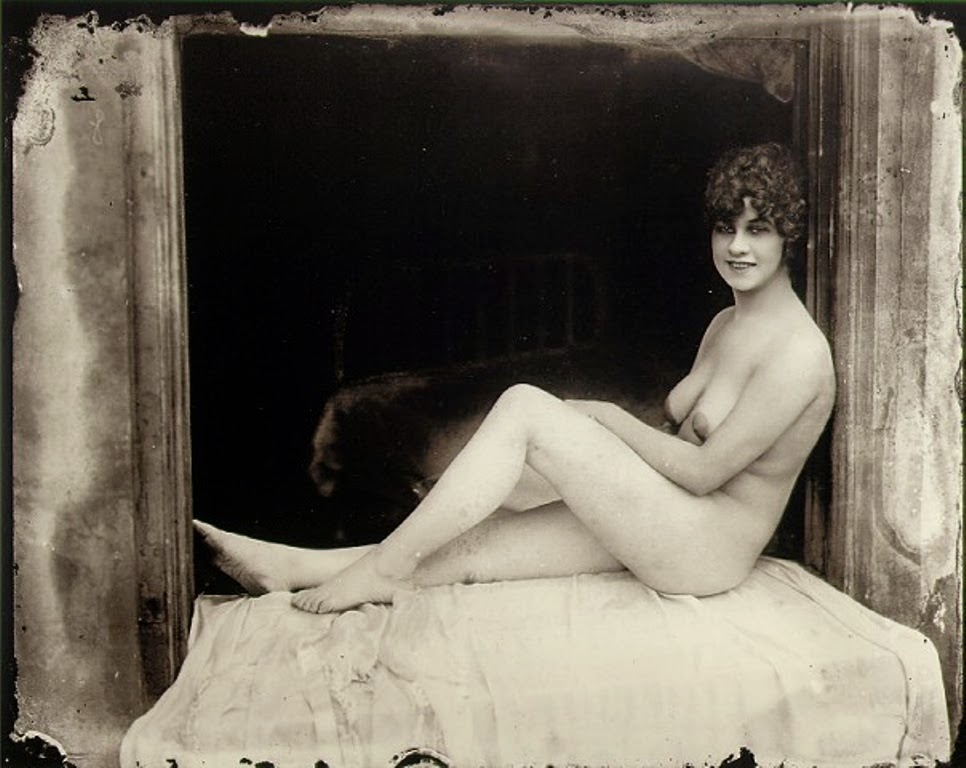
Femme nue photographiée par Bellocq, vers 1912
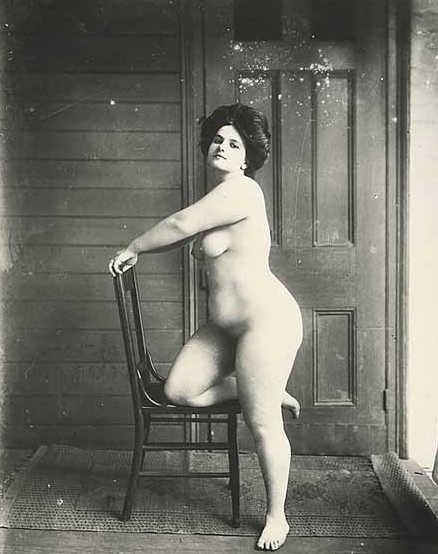
Femme nue photographiée par Bellocq, vers 1912

### La fermeture
En 1917, avec l'entrée en guerre des États-Unis, de nouvelles lois contre la prostitution sont édictées. Le Secrétaire à la Guerre Newton D. Baker juge la débauche sexuelle et les risques infectieux qu'elle entraîne incompatibles avec l'effort de guerre. Avant d'embarquer pour la France, les troupes doivent se concentrer sur la préparation militaire et un lupanar ne peut plus se situer à moins de 5 miles d'une base militaire. Des troupes de la Navy sont basées à La Nouvelle Orléans, et 20 ans après son instauration, la municipalité est contrainte de fermer Storyville, le 14 novembre 1917 à minuit, contre l'avis de son maire, Martin Behrman. Des bordels clandestins rouvrent ailleurs en ville après cette date. Restaurants et boîtes de nuit continuent leur activité, des speakeasies se créent pendant la prohibition des années 1920. Dans les années 1930, les anciens lupanars sont détruits et remplacés par des logements sociaux pour accueillir les sans-abris de la Grande Dépression.
De nos jours, il ne reste guère de traces de Storyville, à l'exception du saloon du Lulu White, de celui de Joe Victor et du magasin Tark « Terry » Musa.

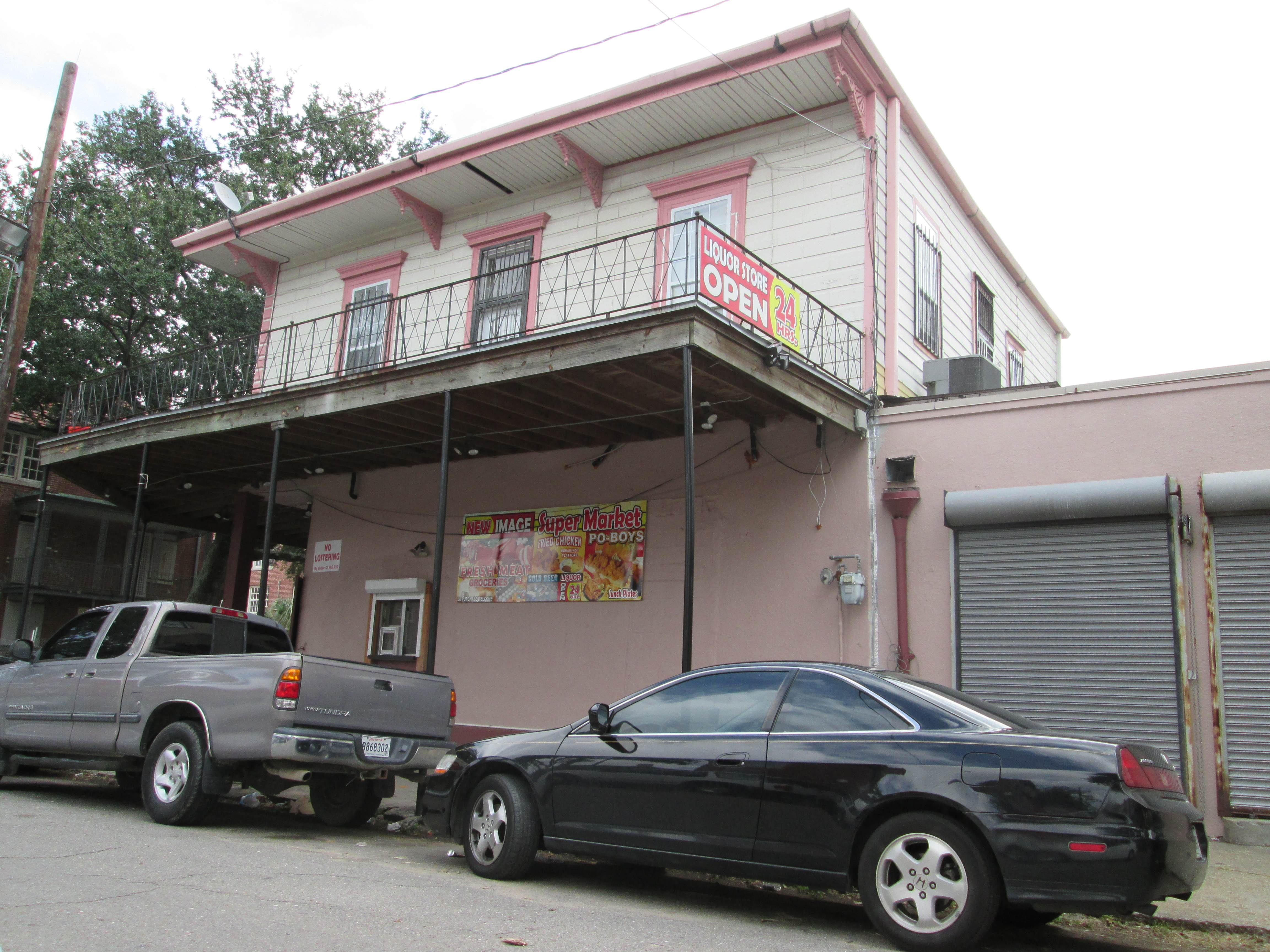
Vestige d'un établissement de Storyville
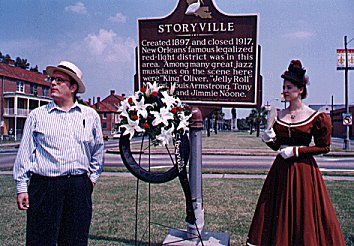
Plaque commémorative du centenaire de Storyville à Basin Street (1997)

## Au cinéma
Storyville a servi de cadre aux films :
- New Orleans (en) (1947),
- La Petite (Pretty Baby), réalisé par Louis Malle en 1978, avec Brooke Shields dans le rôle-titre,
- Storyville, réalisé par Mark Frost en 1992.